# Cimetières juifs d'Essaouira
Les cimetières juifs d'Essaouira sont les deux cimetières juifs de la ville d'Essaouira au Maroc.
Les deux cimetières comprennent le vieux cimetière qui se trouve au bord de la mer et le nouveau cimetière situé en face de l'ancien.
Le vieux cimetière, dit aussi cimetière marin, est séparé de l'océan par un seul mur. Il comporte 2400 pierres tombales, toutes faites en pierre rocheuse et dont les plus vieilles datent de 1775. Très visité car il contient le mausolée de Rabbi Haïm Pinto, le vieux cimetière a servi jusqu’aux environs de 1875 comme le principal cimetière de la ville, qui a connu une très grande communauté juive.
Après 1875, c'est dans le nouveau cimetière, fondé officiellement le 21 décembre 1892 en face de l'ancien, que les nouveaux enterrements ont eu lieu à l'exception de celui d'Edmond Amran El Maleh, qui a demandé à être enterré dans le vieux cimetière en 2010.

## Galerie du vieux cimetière

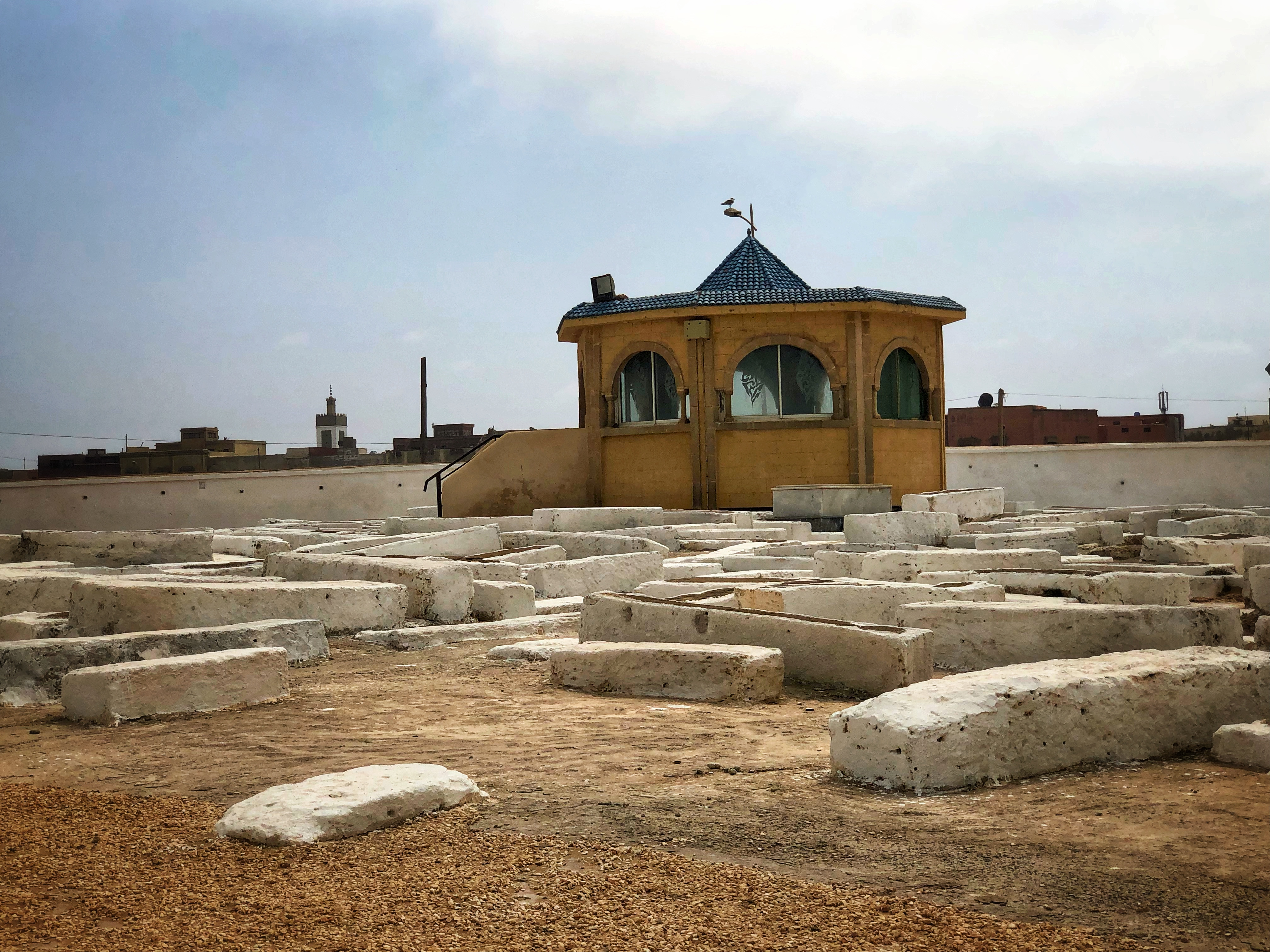
Vieux cimetière avec le mausolée de Rabbi Haim Pinto.
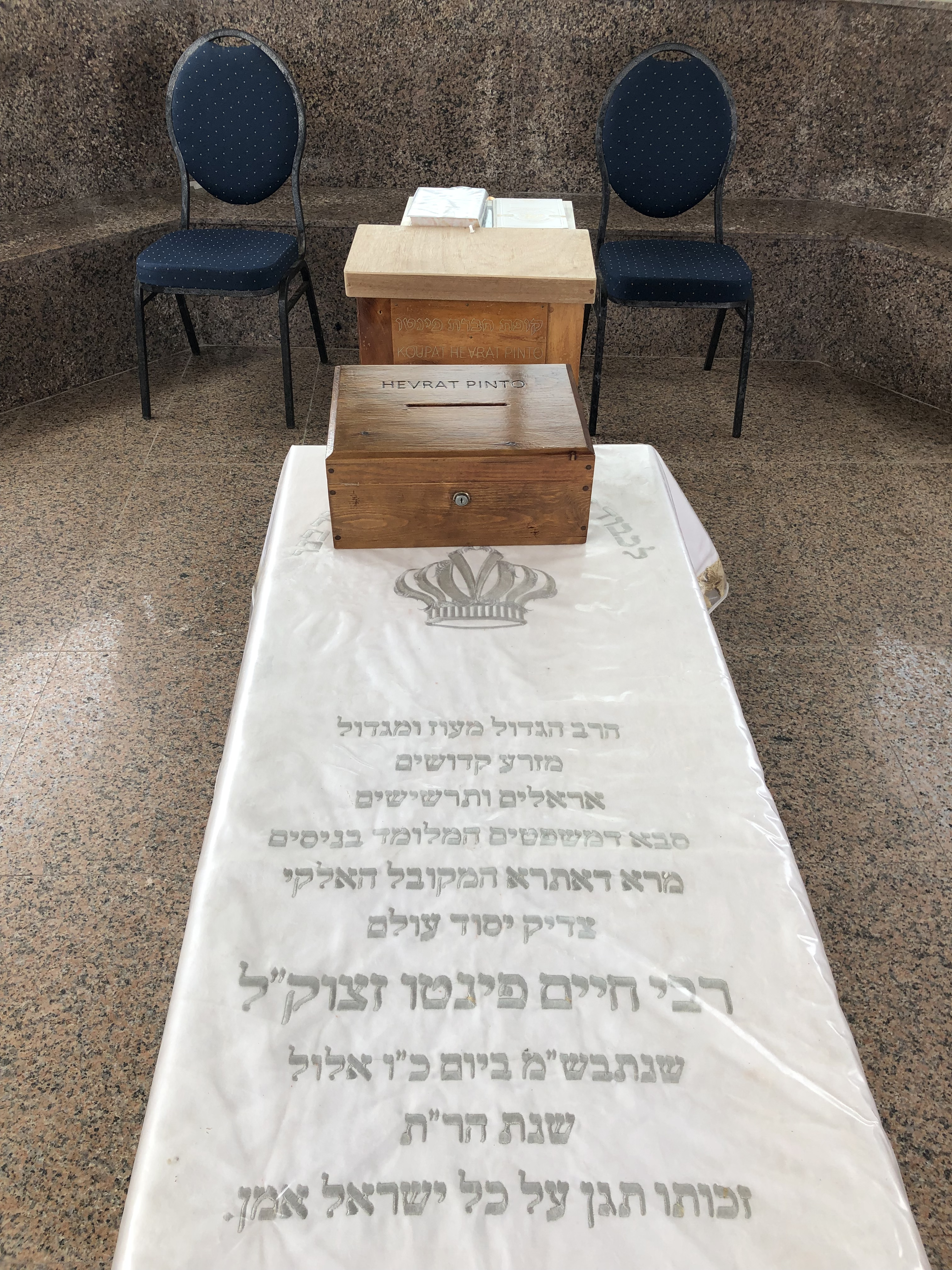
Tombe de Rabbi Haim Pinto.
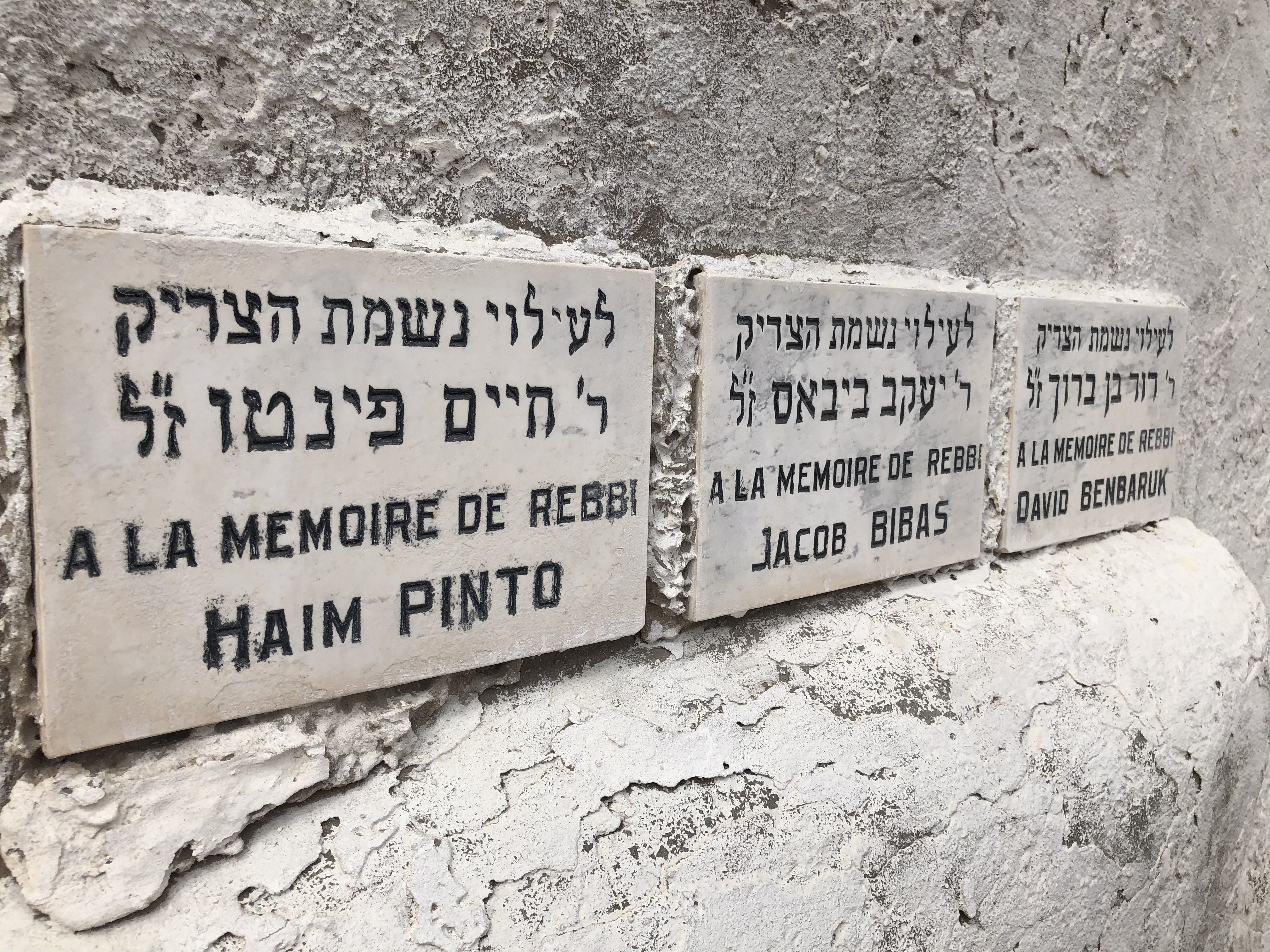
Hommage aux rabbins de la ville.
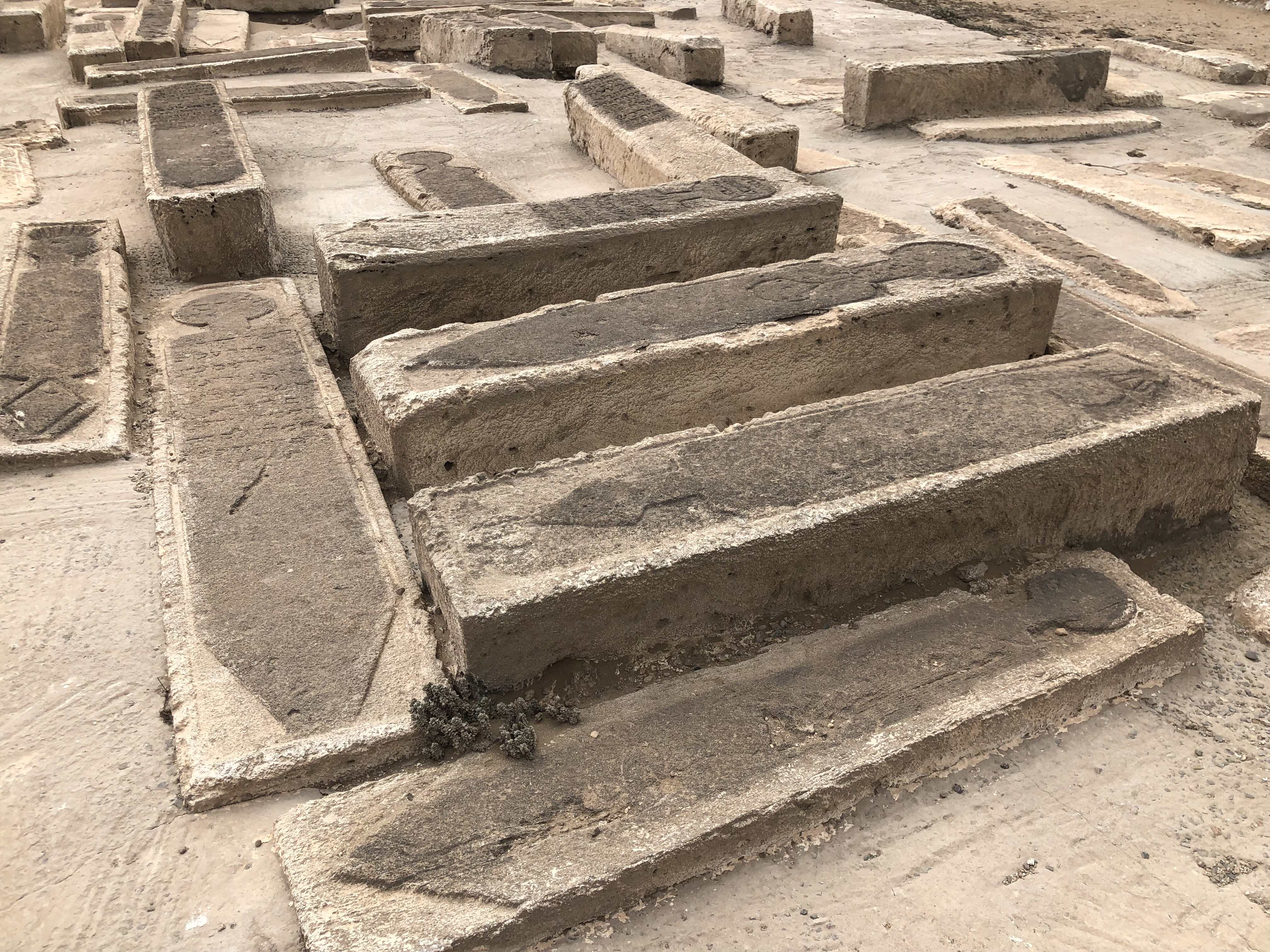
Pierres tombales du vieux cimetière.

## Galerie du nouveau cimetière

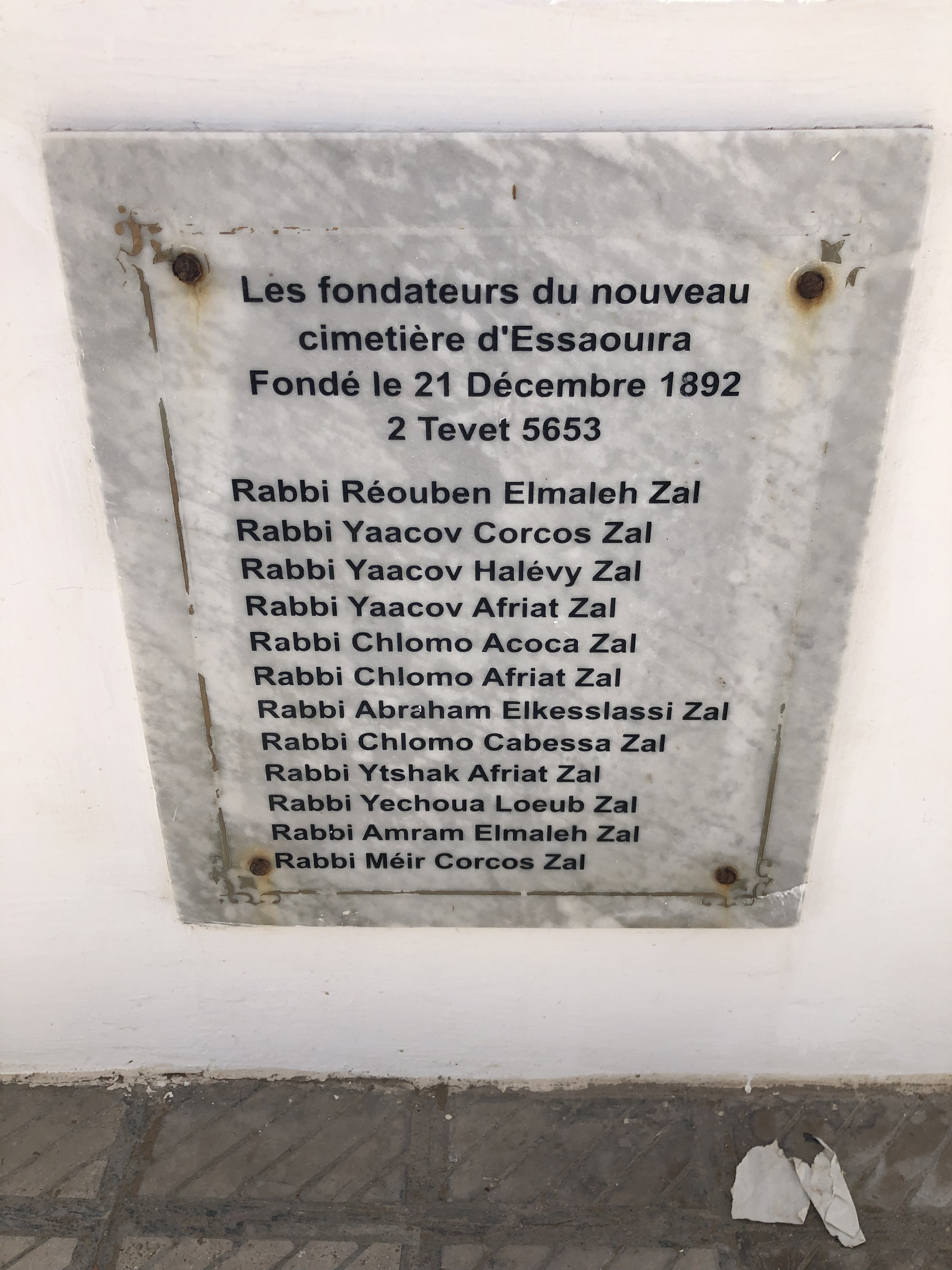
Fondateurs du nouveau cimetière.
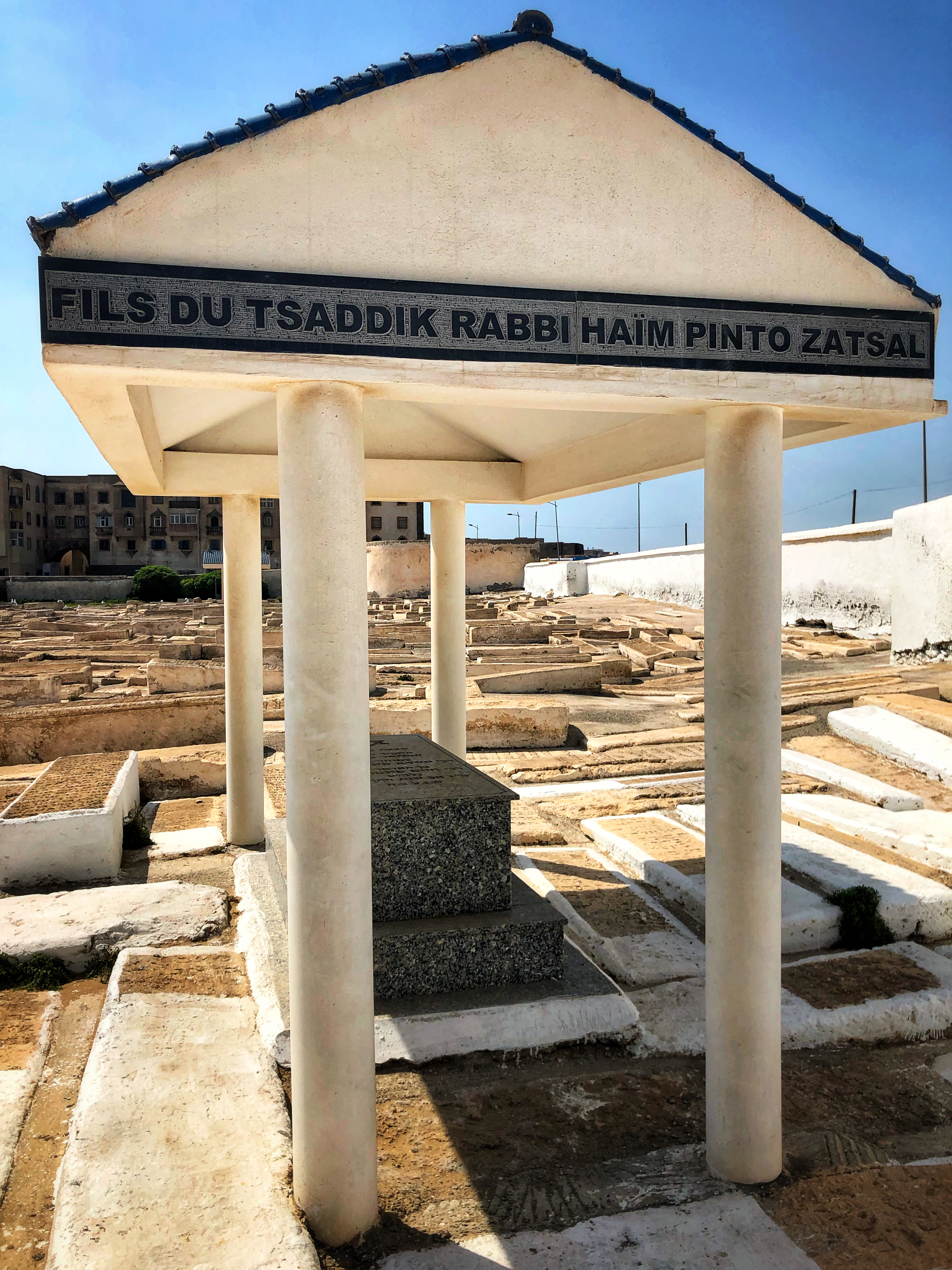
Tombe du fils de Rabbi Haim Pinto.
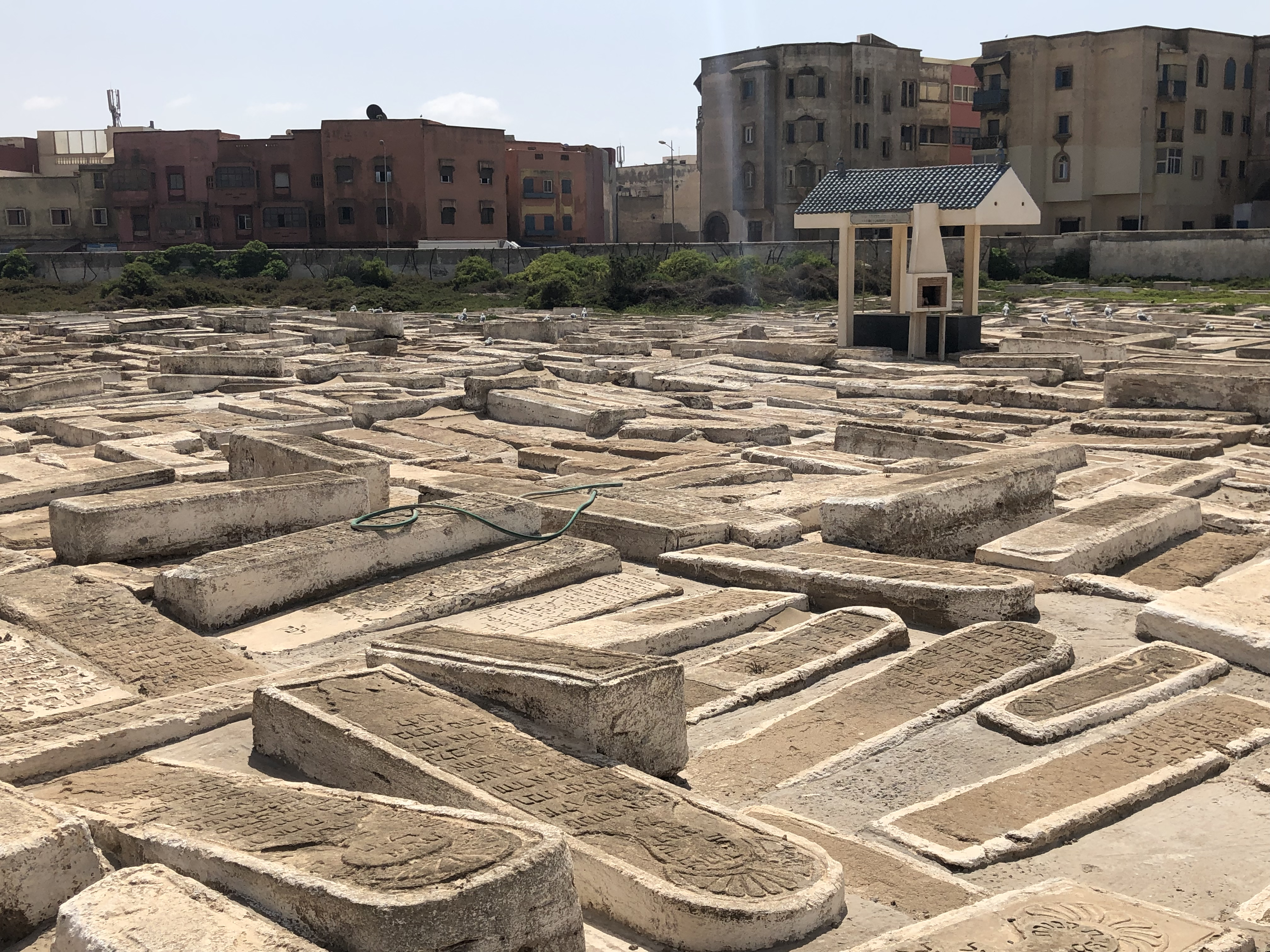
Pierres tombales du nouveau cimetière.
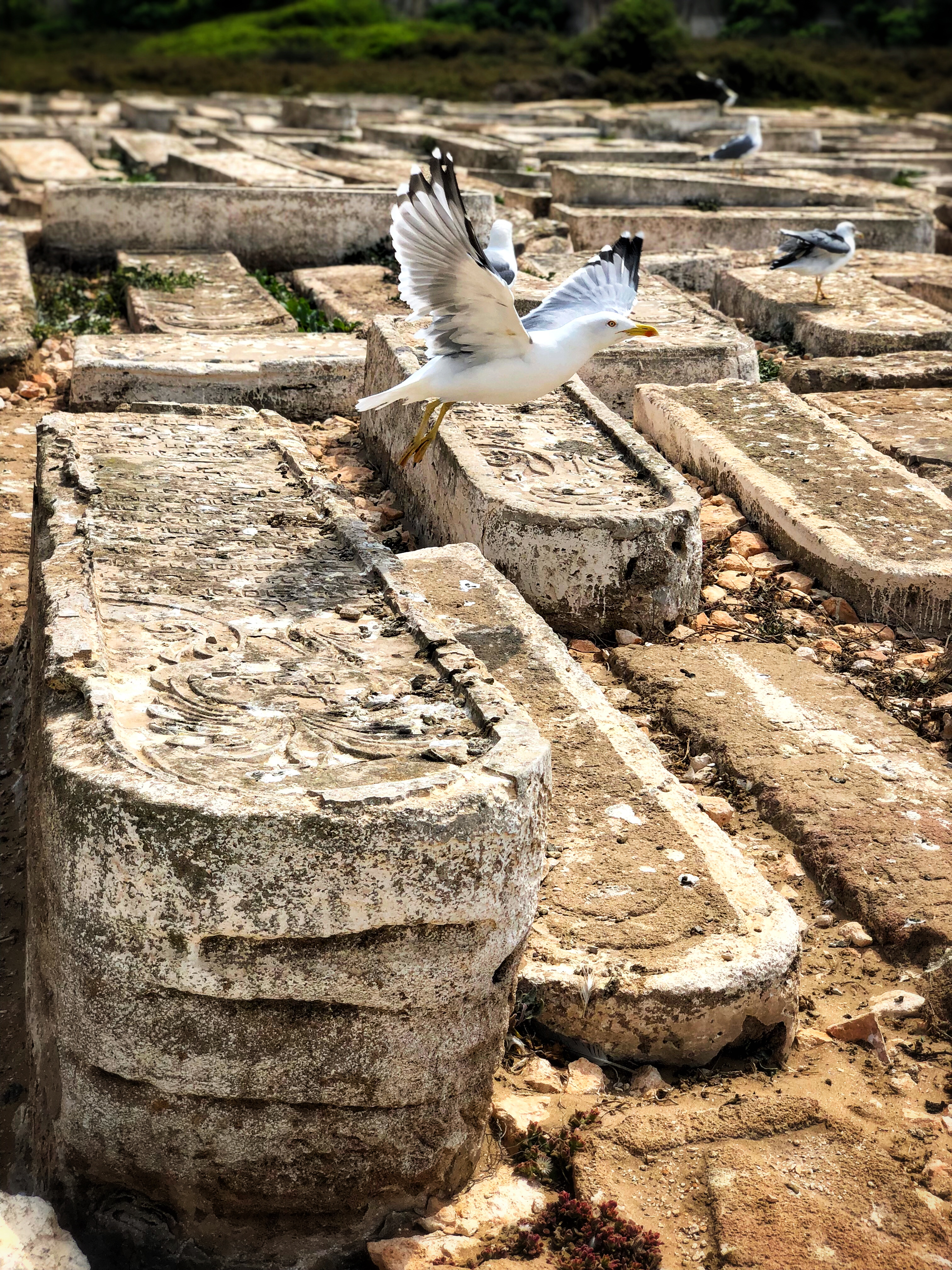
Pierres tombales du nouveau cimetière.